# مادلين غري
مادلين غري (بالفرنسية: Madeleine Grey)‏ هي مغنية أوبرا ومغنية فرنسية، ولدت في 11 يونيو 1896 في Villaines-la-Juhel ‏ في فرنسا، وتوفيت في 13 مارس 1979 في باريس في فرنسا.

## وصلات خارجية
- مادلين غري على موقع ميوزك برينز (الإنجليزية)
- مادلين غري على موقع ديسكوغز (الإنجليزية)